# Stavstjärnen, Ångermanland
Stavstjärnen är en sjö i Örnsköldsviks kommun i Ångermanland och ingår i Nätraåns huvudavrinningsområde. Sjön har en area på 0,0619 kvadratkilometer och ligger 242 meter över havet. Sjön avvattnas av vattendraget Svartbäcken.

## Delavrinningsområde
Stavstjärnen ingår i det delavrinningsområde (703377-161123) som SMHI kallar för Mynnar i Uvån. Medelhöjden är 239 meter över havet och ytan är 11,43 kvadratkilometer. Det finns inga avrinningsområden uppströms utan avrinningsområdet är högsta punkten. Svartbäcken som avvattnar avrinningsområdet har biflödesordning 3, vilket innebär att vattnet flödar genom totalt 3 vattendrag innan det når havet efter 56 kilometer. Avrinningsområdet består mestadels av skog (91 procent). Avrinningsområdet har 0,06 kvadratkilometer vattenytor vilket ger det en sjöprocent på 0,5 procent.